# Типология Юнга

Основные психические функции по Юнгу

Типология Юнга — система типологии личности, основанная на понятии психологической установки, которая может быть экстравертной либо интровертной и на преобладании одной из основных психических функций — мышления, чувства, ощущения или интуиции.
Эта типология была разработана швейцарским психиатром К. Г. Юнгом в его работе «Психологические типы», опубликованной в 1921 году.
Целью психологической типологии, по Юнгу, не является простая классификация людей на категории. Типология, по его мнению, представляет собой, во-первых, инструмент исследователя для упорядочивания бесконечно разнообразного психологического опыта в некоем подобии координатного пространства («тригонометрической сетки» — пишет Юнг). Во-вторых, типология — инструмент практического психолога, позволяющий на основе классификации пациента и самого психолога выбирать наиболее действенные методы и избегать ошибок.
Для определения типа по Юнгу применяют типологическое обследование (тесты Грея — Уилрайта) и опросник «Индекс юнговских типов» (англ. Jungian Type Index, JTI).
Типология Юнга была использована при построении типологии Майерс — Бриггс и соционики . При этом сам Юнг уже в 1934 году предупреждал, что его типология не является классификацией людей, но служит только для упорядочения эмпирических данных.

## Классификация по «психологической установке»
Юнг считал, что всякий человек стремится либо к восприятию объектов внешнего мира, либо стремится от них абстрагироваться. Это различие он назвал общим типом установки и поделил на экстравертную (направленную на восприятие внешнего мира) и интровертную (направленную преимущественно «внутрь себя»). Полагая, что не существует ни чистых экстравертов, ни чистых интровертов, он считал, что каждый индивидуум более склонен к одной из этих установок и действует преимущественно в её рамках. «Каждому человеку присущи оба механизма, экстраверсии и интроверсии, и лишь относительный перевес того или другого определяет тип», — пишет Юнг. Тем не менее, это различие в установках, по Юнгу, «бросается в глаза» и «очевидно даже для профана в психологических вопросах».
Понятие экстраверсии-интроверсии, введённое Юнгом, получило дальнейшее развитие в работах британского психолога Ганса Айзенка и широко используется в современной психологии. В частности, оно находит применение в классификации «Большая пятёрка».

## Классификация по преобладающей функции
Понятие «психическая функция», введённое Юнгом, он подробно объяснил на одной из своих лекций в 1923 году:

Сознательное психическое есть средство для адаптации и ориентации и состоит из ряда различных психических функций. Среди них можно выделить четыре основных: ощущение, мышление, чувство, интуиция.

В ощущение я включаю всё восприятие с помощью чувственных органов; под мышлением я имею в виду функцию интеллектуального познания и формирования логических заключений; чувство — функция субъективной оценки; интуицию я понимаю как восприятие с помощью бессознательного или восприятие бессознательных содержаний. Настолько, насколько позволяет мой опыт, эти четыре базовые функции кажутся мне достаточными, чтобы выразить и представить все многочисленные виды сознательной ориентации.— «Психологические типы»
Психические функции, по Юнгу, «не сводимы друг к другу»: работа всех четырёх функций необходима для полноценной жизни индивида. Однако он утверждает, что доминирование той или иной функции является нормальным явлением и даже необходимо для достижения социального успеха.

Мышление должно тщательно исключать чувство, если только оно желает быть настоящим, верным своему принципу мышлением. Это, конечно, не исключает существование индивидов, у которых мышление и чувство стоят на одинаковой высоте, причем и то и другое имеет одинаковую сознательную силу мотивации. Но в таком случае речь идёт не о дифференцированном типе, а о сравнительно неразвитом мышлении и чувстве. Равномерная сознательность и бессознательность функций есть, следовательно, признак примитивного состояния духа.— «Психологические типы»
Юнг следующим образом определял психические функции:
- Мышление — та функция, которая, следуя своим собственным законам, приводит данные содержания представлений в понятийную связь.
- Чувство — функция, придающая содержанию известную ценность в смысле принятия или отвержения его. Чувство основано на оценочных суждениях: хорошо — плохо, красиво — некрасиво.
- Ощущение — это восприятие, совершающееся посредством органов чувств.
- Интуиция — функция, которая передаёт субъекту восприятие бессознательным путём. Предметом такого восприятия может быть всё — и внешние, и внутренние объекты или их сочетания.

Особенность интуиции состоит в том, что она не есть ни чувственное ощущение, ни чувство, ни интеллектуальный вывод, хотя она может проявляться и в этих формах. При интуиции какое-нибудь содержание представляется нам как готовое целое, без того, чтобы мы сначала были в состоянии указать или вскрыть, каким образом это содержание создалось.
В соответствии с преобладающей функцией Юнг выделяет мыслительный, чувственный, ощущающий и интуитивный типы личности. С учётом «типа установки» каждый из них может быть как экстравертным, так и интровертным, что в сумме даёт «восемь наглядных психологических типов».

### Основные и дополнительные функции
Для более точного описания человеческой психики Юнг ввёл понятие «вспомогательной» или «дополнительной» функции.
Все функции он разделил на два класса: «рациональные», то есть лежащие в сфере разума — мышление и чувство, — и «иррациональные», то есть лежащие «за пределами разума» — ощущение и интуиция. Доминирование какой-либо функции требует подавления противоположной функции (мышление исключает чувство, ощущение — интуицию, и наоборот).
В дополнение к доминирующей функции может быть развита вспомогательная функция другого класса. Так, например, при доминировании рациональной чувственной функции дополнительно к ней может быть развита иррациональная функция ощущения либо интуиции, а при доминировании иррациональной интуиции может быть развита рациональная функция мышления либо чувства.
| Основная функция | С учётом дополнительной функции |
| ---------------- | ------------------------------- |
| Мышление         | Мышление + ощущение             |
| Мышление         | Мышление + интуиция             |
| Чувство          | Чувство + ощущение              |
| Чувство          | Чувство + интуиция              |
| Ощущение         | Ощущение + мышление             |
| Ощущение         | Ощущение + чувство              |
| Интуиция         | Интуиция + мышление             |
| Интуиция         | Интуиция + чувство              |

## Влияние бессознательного
Существенную трудность в определении типа создаёт то, что доминирующая установка оказывается скомпенсированной влиянием бессознательного. То же относится и к преобладающей функции, подавляемая противоположность которой вытесняется в область бессознательного.